# Frederick Pethick-Lawrence
Frederick William Pethick-Lawrence, 1. baron Pethick-Lawrence (ur. 28 grudnia 1871 w Londynie, zm. 10 września 1961) – brytyjski polityk, członek Partii Pracy, minister w pierwszym rządzie Clementa Attleego.
Urodził się jako Frederick Lawrence, syn Alfreda Lawrence’a, członka Partii Liberalnej. Wykształcenie odebrał w Eton College oraz w Trinity College na Uniwersytecie Cambridge, gdzie studiował prawo. W 1901 r. poślubił sufrażystkę Emmeline Pethick i zmienił nazwisko na „Petick-Lawrence”. Kiedy Emmeline wstąpiła do Women’s Social and Political Union (WSPU), Frederick reprezentował tę organizację przed sądami. Po zainicjowanej przez Christabel Pankhurst kampanii wybijania witryn sklepowych w 1912 r. państwo Pethick-Lawrence spędzili 9 miesięcy w więzieniu.
Po wybuchu I wojny światowej wstąpił do Unii Demokratycznej Kontroli, najważniejszej brytyjskiej organizacji antywojennej. Został jej skarbnikiem, a w 1917 r. kandydatem w wyborach uzupełniających w okęgu Aberdeen South. Do Izby Gmin dostał się dopiero w 1923 r. jako laburzystowski deputowany z okręgu Leicester West.
W drugim rządzie MacDonalda w latach 1929–1931 był finansowym sekretarzem skarbu. Po utworzeniu rządu koalicyjnego w 1931 r. przeszedł do opozycji, ale w tegorocznych wyborach parlamentarnych utracił mandat deputowanego. Do parlamentu powrócił w 1935 r. z okręgu Edinburgh East. Pozostał w opozycji do rządu wojennego Winstona Churchilla. W 1942 r. pełnił funkcję Lidera Opozycji.
Pethick-Lawrence zasiadał w Izbie Gmin do 1945 r., kiedy to otrzymał tytuł 1. barona Pethick-Lawrence i zasiadł w Izbie Lordów. Po wyborczy zwycięstwie laburzystów w 1945 r. został ministrem ds. Indii i Birmy. Brał udział w negocjacjach dotyczących przyznania Indiom niepodległości. Urząd ten sprawował do 1947 r.
Po śmierci Emmeline w 1954 r. Pethick-Lawrence poślubił Helen Craggs, byłą działaczkę WSPU. Zmarł w 1961 r. wraz z jego śmiercią wygasł tytuł barona.